# Manoir d'Awandus
Le manoir d'Awandus (en allemand : Gutshaus Awandus; en estonien: Avanduse mõis) est un ancien manoir seigneurial estonien du Virumaa occidental (ancien Wierland) situé dans la commune de Väike-Maarja à Avanduse. Il appartenait du temps de l'Empire russe à la paroisse de Sankt-Simonis.

## Histoire

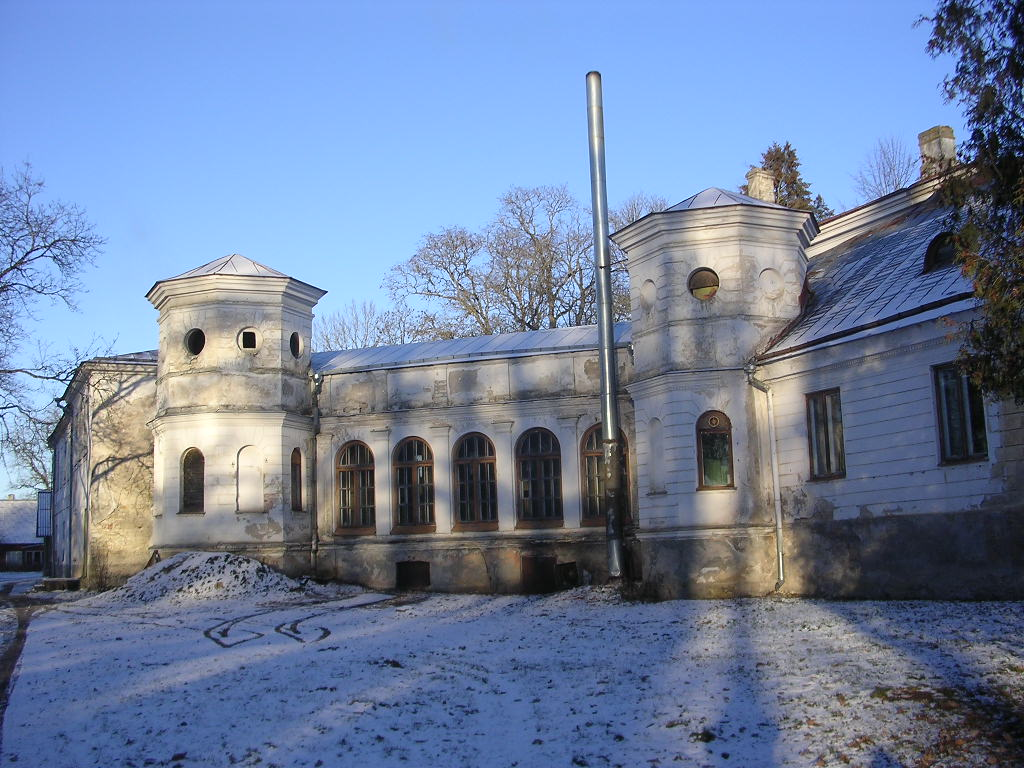
Arrière du manoir en hiver

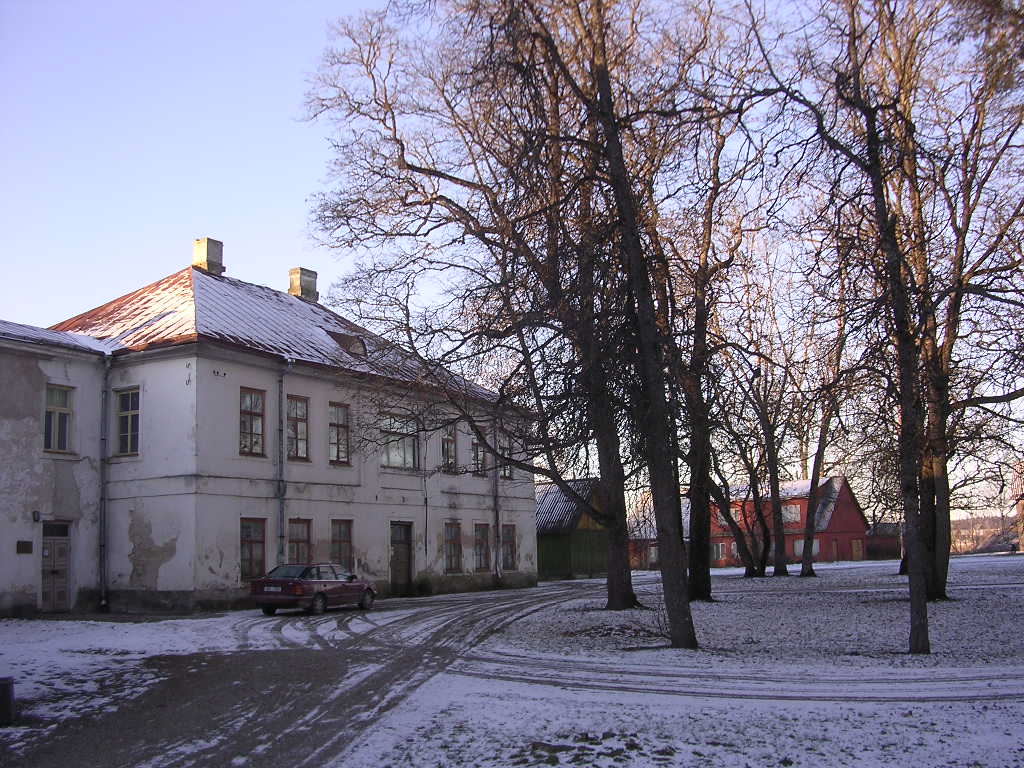
Vue du manoir en 2008 (partie datant de 1760)

Le domaine est formé en 1494 en tant que fief de la famille von Taube. Il passe à la famille von Fock au XVIIe siècle et à partir de 1849 à la famille von Lütke, lorsque l'amiral-comte Friedrich von Lütke, explorateur, vice-président de la Société géographique impériale de Russie et futur président de l'Académie impériale des sciences, s'en porte acquéreur, puis en 1882 à la famille von Bremen. Son dernier propriétaire est le baron Constantin von Bremen qui en est expulsé en 1919, date de la nationalisation des propriétés foncières par la nouvelle république estonienne.
Le manoir et construit en 1760 et entièrement réaménagé et agrandi entre 1899 et 1902 en Modern Stil par l'architecte Rudolf von Engelhardt avec des éléments néorenaissance, comme l'entrée en forme de loggia italienne donnant sur le parc, l'ajout de tourelles et l'aspect des fenêtres à la florentine.

## Source

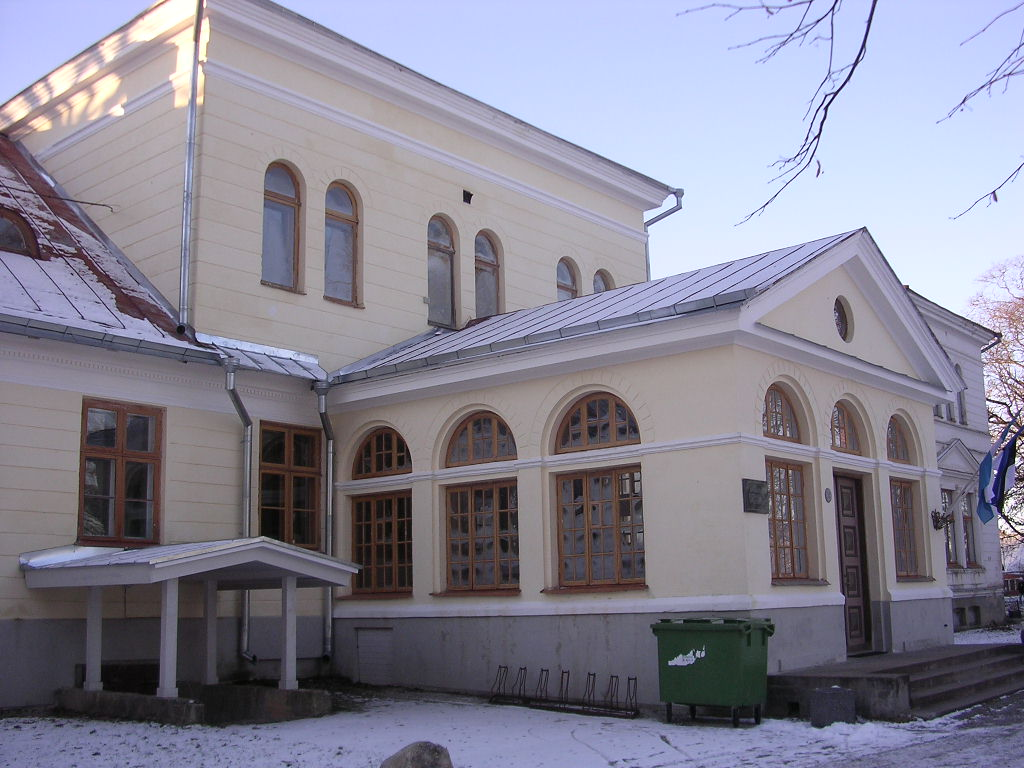
Entrée du manoir donnant sur le parc

- (et) Cet article est partiellement ou en totalité issu de l’article de Wikipédia en estonien intitulé « Avanduse mõis » (voir la liste des auteurs).